# جون أرشيبالد
جون أرشيبالد (بالإنجليزية: John Archibald) هو دراج بريطاني، ولد في 14 نوفمبر 1990 في غلاسكو في المملكة المتحدة.

## وصلات خارجية
- جون أرشيبالد على موقع الاتحاد الدولي للدراجات (الإنجليزية)
- جون أرشيبالد على موقع أرشيف الدراجات (الإنجليزية)
- جون أرشيبالد على موقع إحصائيات الدراجات الإحترافية (الإنجليزية)
- جون أرشيبالد على موقع نسبة الدراجات (الإنجليزية)
- جون أرشيبالد على موقع CycleBase (الإنجليزية)